# Miguel José Fernández
Miguel José (o Joseph) Fernández (¿c. 1720? - c. 1780) fue un monje basilio y traductor español, secretario de Joaquín Antonio Ximénez de Palafox, VI marqués de Ariza, y activo durante el tercio central del siglo XVIII.

## Biografía
Muy poco se conoce sobre este importante traductor. Debió nacer en el primer tercio del siglo XVIII. Fue secretario y archivero del poderoso y bien emparentado VI marqués de Ariza (1702-1775), Joaquín Antonio Ximénez de Palafox, gentilhombre de la Real Cámara de Fernando VI y caballerizo mayor de la reina viuda Isabel de Farnesio y, más tarde, del Príncipe de Asturias Carlos. Tradujo la importante Lógica de Port-Royal y obras de Bossuet y Fenelón, entre otros autores.
Quizá debió secularizarse y fallecer hacia 1780, ya que un tal Juan Florentín Fernández, pariente o hijo del mismo, vivía en la calle Caballero de Gracia de Madrid y pidió licencias y privilegios de impresión de todas sus obras traducidas el 14 de marzo de 1780 llamándose hijo del mismo, gracias a lo cual consta que había algunas obras inéditas aparte de las publicadas: Elevaciones del alma a Dios sobre todos los misterios de la religión cristiana y el Discurso sobre la historia universal para explicar la continuación de la religión y las mudanzas de los imperios de Bossuet; las Instituciones políticas: obra en que se trata de la sociedad civil y en general de todo cuanto pertenece al gobierno del ilustrado consejero de Federico el Grande de Prusia Jakob Friedrich von Bielfeld; el diálogo antijudaico en defensa de la Santísima Trinidad La verdadera fe triunfante de Jaime Cavalli (se imprimió la versión de Diego de Iturrate -Roma: Antonio de Rossis, 1731- con las siglas del traductor-corrector D. M. J. F.), Madrid: Andrés Ortega, 1772), traducción de La vera fede portata in trionfo... de Giacomo Cavalli -Roma: Stamperìa de Gio Battista de Caporali, 1730-; La Teresita de Jesús; La antigua conversión de la Inglaterra al cristianismo en tiempo de San Gregorio el Grande y el Ejercicio de la oración mental.
Según la Gaceta de Madrid (16 de marzo de 1781) Juan Florentín Fernández editó en 1781 Las obras escritas en Francés por el Ilmo. Sr. Bossuet, traducidas en Español por D. Miguel Joseph Fernandez, Secretario y Archivero que fue del Excmo. Sr. Marqués de Ariza, 14 tomos:
1. Historia de las variaciones, de las Iglesias Protestantes, y exposición de la doctrina Católica : 5 tomos en cuarto.
2. Política sacada de la Sagrada Escritura: 3 tomos en cuarto.
3. Discurso sobre la Historia Universal: 3 tomos en cuarto.
4. Elevaciones del alma á Dios, 2 tomos en cuarto.
5. El célebre Cathecismo de la Doctrina Christiana: un tomo en cuarto.

Vendía además ejemplares de los Diálogos de los Muertos antiguos y modernos, 2 tomos en cuarto; El Arte de pensar, ó Lógica llamada de Port-Royal con la Censura del Padre Amort, escrito en Francés por el Doctor Arnaud, El Duque de Brunswik convertido a la Fé Católica; las Instrucciones Políticas del Baron Bielfed, cuatro tomos en cuarto; La antigua conversion de la Inglaterra, un tomo en cuarto; La verdadera fe triunfante, un tomo en cuarto y La Teresita de Jesus, un tomo en cuarto.

## Obras
Vertió principalmente obras importantes del famoso predicador galicanista Jacques Bénigne Bossuet; en 1743 (Politica deducida de las propias palabras de la Sagrada Escritura al sereníssimo señor Delfin, obra posthuma, Madrid: Antonio Marín, 4 vols.) y su Historia de las variaciones de las iglesias protestantes, y exposición de la doctrina de la Iglesia Catholica sobre los puntos de controversia... (Madrid: imprenta del Mercurio, 1755, 5 vols.); reimpresa en 1765 (Madrid: Andrés Ortega, 1765); en 1772 (Madrid: Ángel Corradi y Andrés Ortega) y 1786 (Madrid: Antonio Fernández). Acaso su Exposicion de la doctrina de la Iglesia Cathólica, sobre los puntos de controversia, Madrid: imprenta de Benito Cano a costa de la Real Compañía de Impresores y Libreros, 1785, 5 vols. sea la misma obra, o una edición separada de parte de la misma. Tenía traducidas otras obras de Bossuet, pero no terminaron de concederse los permisos de impresión. Es el caso de Del conocimiento de Dios y de sí mismo en 1770. Se le negó también el permiso para imprimir una obra propia, Solidísimos principios de la religión cristiana, el 15 de junio de 1771, al parecer por un informe negativo de la congregación del Real Oratorio del Salvador de Madrid. Sí le fue concedida una licencia para reimprimir una traducción suya del italiano al español, La verdadera fe triunfante, escrita por Jaime Cavalli, el 12 de junio de 1772.
Su versión, muy alabada, de François Fénelon, Dialogos de los muertos antiguos, y modernos, Escritos en frances por el illmo. y excmo. Señor Arzobispo, Duque de Cambrai, D. Francisco Salignac de la Mota Fenelon, à que añadio algunas Fabulas Selectas para la Education de Principes, y Caballeros, Obra, que deleitando instruye mucho. Traducidos en español, y puestas Notas Mythologicas, Historicas, y Chronologicas, con un Compendio de los Metamorphoseos, ó Transformaciones de Ovidio, y Morales Explicaciones de ellas (Madrid: Antonio Muñoz del Valle, 2 vols.) se anunciaba en el Mercurio Histórico Político en febrero de 1759, y fue reimpresa al menos tres veces en ese siglo. Se trata de una ampliación de los famosos Diálogos de los muertos del satírico escritor del helenismo Luciano de Samosata.
También tradujo la lógica jansenista de Antonio Arnaldo / Antoine Arnauld (1612-1694) y Pierre Nicole (1625-1695), La logique, ou l'art de penser, contenant, outre les règles communes, plusieurs observationes nouvelles propres à former le jugement (París, 1662) conocida como Lógica de Port-Royal, con el título de Arte de pensar ó Lógica admirable... Madrid: Antonio Muñoz del Valle, 1759, del francés. Arnauld fue un controversista incansable contra los jesuitas, y no en vano esta traducción apareció en español ocho años antes de la expulsión de los jesuitas (1767), pese a que el traductor tenía licencia de impresión desde el 3 de marzo de 1743. La obra sufrió una denuncia y embargo para una nueva censura, pero tras la pertinente y lenta investigación la Inquisición permitió su desembargo y venta el 28 de junio de 1763.
Por que esta obra despertó una cierta polémica. El canónigo reglar lateranense padre Eusebius Amort (1692-1775), teólogo del cardenal Niccolò Maria Lercari, escribió en ese mismo año su Censura sobre el arte de pensar, o logica admirable de don Antonio Arnaldo, doctor sorbonico, escrita en latín y traducida en español por Miguel Joseph Fernandez... (Madrid: Imprenta de don Antonio Muñoz del Valle, 1759), en realidad una larga recensión de la obra.
Existe además una traducción de El célebre Catecismo de la doctrina christiana; dispuesto por el Illmo. Sr. Jacobo Benigno Bossuet Obispo Meldense... traducido del francés por Don Miguel Joseph Fernández... (Madrid: Andrés Ortega, 1770; reimpresa en 1776).